# Kimmy Repond
Kimmy Vivienne Repond, née le 18 octobre 2006, est une patineuse artistique suisse. Elle est médaillée de bronze des championnats d'Europe 2023 et championne de Suisse en 2024.
Kimmy Repond a terminé septième aux championnats du monde juniors 2022 et a été deux fois championne de Suisse juniors en 2020 et en 2022.

## Biographie
Kimmy Repond naît le 18 octobre 2006 à Bâle, en Suisse.  Son père, René, est consultant en gestion ; sa mère, Claudia, est avocate.
En plus du patinage, elle est aussi un modèle amateur et son compte instagram possède plus de 210 000 abonnés. Elle rêve de Jeux olympiques et prévoit de poursuivre une carrière en médecine une fois qu'elle aura pris sa retraite du patinage de compétition.
Elle a trois sœurs.

### Saison 2022-2023
Lors des Challenger Series 2022, une compétition internationale secondaire, elle remporte sa première médaille d'argent au niveau senior en établissant un nouveau record personnel sur son programme court. Elle devance sa principale rivale suisse Alexia Paganini,.
Aux championnats suisses, à Coire, elle remporte le programme long mais se fait devancer d'une très courte tête par Livia Kaiser et termine à la seconde place du classement général. Elle gagne ainsi sa première médaille nationale au niveau sénior. Grâce à son résultat au championnat national, elle se qualifie pour les championnats d'Europe d'Espoo.
Aux championnats d'Europe, à Espoo, Kimmy Repond réalise un nouveau record personnel sur le programme court avec un score de 63,83 lui permettant de se player en troisième position. Elle a défendu sa position en améliorant son record personnel de plus de sept points sur le programme long. À seulement 16 ans, elle monte sur la troisième marche du podium et remporte ainsi sa première médaille d'ampleur internationale,.
Aux championnats du monde, à Saitama, elle a terminé son programme court avec 62,75 points et s'est classé pour le moment au 13e rang avant de battre son record personnel avec un score de 131,34 sur le programme long. Elle remonte à la huitième place du classement pour son premier championnats du monde.

### Saison 2023-2024
Lors des championnats suisses, à Küsnacht, Kimmy a largement remporté son premier titre national chez les Seniors avec un score de 187.46, malgré une blessure à la cuisse contractée en automne.
Lors des championnats d'Europe de 2024, à Kaunas, Kimmy chute sur son triple lutz et termine à la huitième position du programme court. Elle parvient à remonter d'une place lors du programme long et termine à la septième position.

## Palmarès
| Compétition                                                                           | 2022    | 2023    | 2024    | 2025    |  |  |  |  |  |  |  |  |  |  |
| Jeux olympiques d'hiver                                                               |         |         |         |         |  |  |  |  |  |  |  |  |  |  |
| Championnats du monde                                                                 |         | 8e      | 5e      | 12e     |  |  |  |  |  |  |  |  |  |  |
| Championnats d’Europe                                                                 |         | 3e      | 7e      | 4e      |  |  |  |  |  |  |  |  |  |  |
| Championnats de Suisse                                                                |         | 2e      | 1re     | 1re     |  |  |  |  |  |  |  |  |  |  |
| Championnats du monde juniors                                                         | 7e      | 7e      |         |         |  |  |  |  |  |  |  |  |  |  |
|                                                                                       |         |         |         |         |  |  |  |  |  |  |  |  |  |  |
| Grand Prix ISU                                                                        | 2021/22 | 2022/23 | 2023/24 | 2024/25 |  |  |  |  |  |  |  |  |  |  |
| Finale du Grand Prix                                                                  | CA      |         |         |         |  |  |  |  |  |  |  |  |  |  |
| Skate America                                                                         |         |         |         |         |  |  |  |  |  |  |  |  |  |  |
| Skate Canada                                                                          |         |         |         | 4e      |  |  |  |  |  |  |  |  |  |  |
| Coupe de Chine                                                                        |         |         |         | 6e      |  |  |  |  |  |  |  |  |  |  |
| Trophée de France                                                                     |         |         | 10e     |         |  |  |  |  |  |  |  |  |  |  |
| Coupe de Russie                                                                       |         |         | F       |         |  |  |  |  |  |  |  |  |  |  |
| Trophée NHK                                                                           |         |         |         |         |  |  |  |  |  |  |  |  |  |  |
| Légende : F = Forfait ; CA = Compétitions annulées à cause de la pandémie de Covid-19 |         |         |         |         |  |  |  |  |  |  |  |  |  |  |